# Primera División de Montenegro 2017-18
La Primera División de Montenegro 2017-18 fue la edición número 12 de la Primera División de Montenegro. La temporada comenzó el 5 de agosto de 2017 y terminó el 26 de mayo de 2018. Sutjeska obtuvo su tercer título de liga

## Sistema de competición
Los 10 equipos participantes jugaron entre sí todos contra todos cuatro veces totalizando 36 partidos cada uno, al término de la jornada 36 el primer clasificado obtuvo un cupo para la Primera ronda de la Liga de Campeones 2018-19, mientras que el segundo y tercer clasificado obtuvieron un cupo para la Primera ronda de la Liga Europa 2018-19; por otro lado el último clasificado descendió a la Segunda División de Montenegro 2018-19, mientras que los dos penúltimos jugaron los Play-offs de relegación contra el segundo y tercero de la Segunda División de Montenegro 2017-18 para determinar su participación en la Primera División de Montenegro 2018-19.
Un tercer cupo para la Primera ronda de la Liga Europa 2018-19 fue asignado al campeón de la Copa de Montenegro.

## Equipos participantes
| Equipo    | Ciudad      | Estadio                 | Capacidad |
| --------- | ----------- | ----------------------- | --------- |
| Budućnost | Podgorica   | Stadion pod Goricom     | 15.230    |
| Dečić     | Tuzi        | Tuško polje             | 3.000     |
| Grbalj    | Radanovići  | Donja Sutvara           | 1.500     |
| Iskra     | Danilovgrad | Braće Velašević         | 2.500     |
| Kom       | Podgorica   | Stadion Zlatica         | 3.000     |
| Mladost   | Podgorica   | FK Mladost              | 2.000     |
| Petrovac  | Petrovac    | Stadion pod Malim brdom | 1.630     |
| Rudar     | Pljevlja    | Stadion pod Golubinjom  | 5.140     |
| Sutjeska  | Nikšić      | Stadion kraj Bistrice   | 5.214     |
| Zeta      | Golubovci   | Stadion Trešnjica       | 4.000     |

### Ascensos y descensos
| Pos. | Ascendidos de Segunda División 2016-17 |
| ---- | -------------------------------------- |
| 1    | Kom                                    |

| Pos. | Descendidos de Primera División 2016-17 |
| ---- | --------------------------------------- |
| 10   | Bokelj                                  |
| 11   | Lovćen                                  |
| 12   | Jedinstvo                               |

## Tabla de posiciones
| Pos. | Equipo       | Pts. | PJ | G  | E  | P  | GF | GC | Dif. | Clasificación 2018–19                  |
| ---- | ------------ | ---- | -- | -- | -- | -- | -- | -- | ---- | -------------------------------------- |
| 1    | Sutjeska (C) | 79   | 36 | 24 | 7  | 5  | 55 | 23 | +32  | Primera ronda de la Liga de Campeones  |
| 2    | Budućnost    | 57   | 36 | 14 | 15 | 7  | 44 | 30 | +14  | Primera ronda de la Liga Europa        |
| 3    | Mladost      | 51   | 36 | 12 | 15 | 9  | 42 | 33 | +9   | Primera ronda de la Liga Europa        |
| 4    | Grbalj       | 50   | 36 | 12 | 14 | 10 | 39 | 39 | 0    |                                        |
| 5    | Rudar        | 49   | 36 | 13 | 10 | 13 | 32 | 28 | +4   | Primera ronda de la Liga Europa        |
| 6    | Zeta         | 49   | 36 | 12 | 13 | 11 | 40 | 35 | +5   |                                        |
| 7    | Iskra        | 45   | 36 | 12 | 9  | 15 | 33 | 34 | −1   |                                        |
| 8    | Kom          | 43   | 36 | 11 | 10 | 15 | 36 | 45 | −9   | Promoción por la permanencia           |
| 9    | Petrovac (O) | 38   | 36 | 9  | 11 | 16 | 25 | 40 | −15  | Promoción por la permanencia           |
| 10   | Dečić        | 21   | 36 | 3  | 12 | 21 | 25 | 64 | −39  | Descenso a la Segunda División 2018-19 |

Actualizado a los partidos jugados el 26 de mayo de 2018.
 Fuente: Soccerway
Notas:
1. 1 2  Tras ganar la Copa de Montenegro el Mladost recibió un cupo para la primera ronda de la Liga Europea 2018-19, pero al encontrarse ya clasificado a la misma por su posición de liga el cupo hubiera pasado al cuarto equipo clasificado, el Grbalj, sin embargo este no pudo conseguir la licencia de clubes de la UEFA. Al final el cupo pasó al quinto equipo clasificado, el Rudar.[3]

## Tabla de resultados cruzados
| Local \ Visitante | BUD | DEC | GRB | ISK | KOM | MLA | PET | RUD | SUT | ZET |
| ----------------- | --- | --- | --- | --- | --- | --- | --- | --- | --- | --- |
| Budućnost         | —   | 4–1 | 4–1 | 3–0 | 1–0 | 1–0 | 0–0 | 1–0 | 3–1 | 2–1 |
| Dečić             | 0–0 | —   | 3–3 | 3–1 | 1–1 | 1–1 | 2–1 | 0–0 | 0–0 | 1–4 |
| Grbalj            | 1–2 | 1–1 | —   | 0–1 | 3–2 | 0–2 | 0–2 | 1–0 | 1–1 | 2–1 |
| Iskra             | 0–0 | 4–1 | 0–0 | —   | 1–1 | 0–1 | 0–0 | 0–2 | 0–1 | 1–1 |
| Kom               | 0–1 | 2–1 | 0–0 | 1–0 | —   | 2–1 | 2–1 | 1–0 | 0–1 | 1–1 |
| Mladost           | 3–3 | 0–0 | 2–1 | 2–0 | 2–2 | —   | 5–0 | 1–1 | 0–2 | 0–1 |
| Petrovac          | 0–0 | 1–0 | 2–3 | 0–1 | 0–1 | 1–0 | —   | 0–0 | 0–1 | 0–1 |
| Rudar             | 2–0 | 4–0 | 0–1 | 0–1 | 1–0 | 0–1 | 4–1 | —   | 0–3 | 0–0 |
| Sutjeska          | 1–0 | 3–0 | 1–0 | 2–1 | 4–0 | 1–1 | 3–0 | 3–0 | —   | 1–0 |
| Zeta              | 1–0 | 1–1 | 1–1 | 1–2 | 4–2 | 3–0 | 0–0 | 0–0 | 1–2 | —   |

| Local \ Visitante | BUD | DEC | GRB | ISK | KOM | MLA | PET | RUD | SUT | ZET |
| ----------------- | --- | --- | --- | --- | --- | --- | --- | --- | --- | --- |
| Budućnost         | —   | 3–1 | 0–0 | 0–1 | 1–1 | 1–1 | 1–1 | 0–0 | 2–3 | 1–1 |
| Dečić             | 0–1 | —   | 0–0 | 0–3 | 1–3 | 1–4 | 0–1 | 1–2 | 0–0 | 1–2 |
| Grbalj            | 0–0 | 1–1 | —   | 0–2 | 2–2 | 2–1 | 0–0 | 1–0 | 2–3 | 2–0 |
| Iskra             | 0–1 | 2–0 | 1–3 | —   | 3–0 | 1–1 | 2–3 | 0–0 | 0–1 | 2–1 |
| Kom               | 2–3 | 1–2 | 1–3 | 0–0 | —   | 0–1 | 2–0 | 0–2 | 0–1 | 0–1 |
| Mladost           | 1–1 | 2–0 | 0–0 | 1–0 | 1–1 | —   | 1–1 | 2–0 | 2–1 | 2–3 |
| Petrovac          | 2–1 | 3–1 | 0–1 | 0–0 | 0–1 | 0–0 | —   | 2–0 | 1–0 | 0–0 |
| Rudar             | 0–0 | 1–0 | 1–0 | 0–2 | 1–1 | 2–0 | 3–1 | —   | 2–1 | 0–0 |
| Sutjeska          | 3–2 | 2–0 | 1–1 | 3–1 | 0–1 | 0–0 | 1–0 | 2–1 | —   | 1–1 |
| Zeta              | 1–1 | 2–0 | 1–2 | 1–0 | 0–2 | 0–0 | 3–1 | 1–3 | 0–1 | —   |

## Play-offs de relegación
Será jugado entre el octavo y noveno clasificado de la liga contra el subcampeón y tercero de la Segunda División de Montenegro.
| Equipo 1  | Agr. | Equipo 2 | Ida | Vuelta |
| --------- | ---- | -------- | --- | ------ |
| Kom       | 1–2  | Lovćen   | 0–0 | 1–2    |
| Podgorica | 2–5  | Petrovac | 0–3 | 2–2    |

## Goleadores
| Pos. | Jugador         | Club      | Goles |
| ---- | --------------- | --------- | ----- |
| 1    | Igor Ivanović   | Sutjeska  | 14    |
| 2    | Alen Melunović  | Budućnost | 13    |
| 2    | Nikola Krstović | Zeta      | 13    |
| 4    | Ivan Vuković    | Grbalj    | 11    |
| 5    | Darko Nikać     | Budućnost | 9     |
| 6    | Marko Ćetković  | Mladost   | 8     |
| 6    | Luka Merdović   | Sutjeska  | 8     |
| 8    | Benjamin Kacić  | Petrovac  | 7     |
| 8    | Božo Marković   | Sutjeska  | 7     |
| 8    | Bogdan Milić    | Iskra     | 7     |